# Анохін Петро Федорович
Петро́ Фе́дорович Ано́хін (3 червня 1891 — 10 травня 1922) — революціонер, радянський партійний діяч. Член ВЦВК, Всеукраїнського Центрального Виконавчого Комітету ВУЦВК.

## Життєпис
Народився в 1891 році в Петрозаводські. Закінчив початкове училище.
З 1903 року працював в Олонецькій губернській друкарні. До 1908 року — член Російської соціал-демократичної робочої партії. У 1909 році він здійснив невдале вбивство Д. І. Іванова. Петербурзьким військово-окружним судом був засуджений до смертної кари, заміненої на ув'язнення до Шліссельбурзької фортеці, де перебував з 1910 по 1912 рр.. У 1912 році висланий на поселення в Іркутську губернію.
У січні 1918 року повернувся до Петрозаводська, працював конторником на Кіровській залізниці. У квітні 1918 року обраний головою виконкому Олонецької губернської ради, з 1919 року — Олонецького губернського військового революційного комітету, з 1920 року — головою Об'єднаної президії Карело-Олонецкого губвиконкому і ревкому.
З грудня 1918 року — член Олонецкого губкому ВКП (б). Делегат VIII, IX, X з'їздів ВКП (б). У серпні 1918 року розкрив контрреволюційну змову офіцерів в Петрозаводську.
Під керівництвом П. Ф. Анохіна в Олонецкой губернії було проведено ряд заходів, спрямованих на відновлення економіки (роботи Олександрівського заводу і Мурманської залізниці), народної освіти і культури.
Брав участь у Першій радянсько-фінські війні під Сулажгорою у 1919 році.
З травня 1921 року — відповідальний секретар Далекосхідного бюро ЦК РСДРП (б), особливий уповноважений Наркомату закордонних справ ДВР на переговорах з Японією. Член Ради частин особливого призначення (ЧОП).
Убитий членами банди К. Ленкова на 33-му км Вітімського тракту. Був похований на території сучасної Читинської області. Могила П. Ф. Анохіна не збереглася.